# Џефри Луис
Џефри Луис (рођен 20. новембра 1975) је амерички кантаутор и уметник стрипова. 

## Младост
Луис је рођен у Њујорку, а одрастао је на Доњој Источној страни .   Похађао је Државни универзитет у Њујорку у месту „Purchase”, дипломиравши књижевност 1997. године. Његов дипломски рад је био стрип „Watchmen” - Стражари . 

Луис је такође дипломирао на тему Стражара на Институту за културне студије Универзитета у Лувену, у Белгији 2000. године, а текст његовог дипломског рада („Двострука природа апокалипсе код чувара“) објављен је у књизи Графички роман (The Graphic Novel),Јанa Бeтенсa,2001. 
Почевши од 2000. године, провео је око две године живећи у Остину у Тексасу, свирајући вечерњи музички програм уживо, радећи необичне послове и дистрибуирајући своје аутобиографске стрипове локалним кафићима.

## Музика
Неколико његових музичких утицаја препознато је у његовим песмама попут "Вилијамсбург Вил ОлдамХорор", "Историја Пада"(музичка група) и "Челзи Хотел песма оралног секса", које се тичу песме Леонарда Коена . Луисови текстови су сложени и писмени, често комбинујући нихилистички поглед на свет са поруком која нада и оштроумношћу. Одрастајући на Доњој источној страни Менхетна, његове песме су такође веома информисане у његовом родном окружењу, са песмама која заузимају места као што су Вилјамсбург, ФДР Драјв и East River (Источна река). 
Луиса често сматрају делом антифолк покрета,  пре свега зато што је био члан многих бендова и један од извођача (укључујући Буђаве брескве (The Moldy Peaches), Кимија Давсон, Дијана Клак, Реџина Спектор, Мејџор Мет Мејсон САД и Лах) који је свирао 90-их у њујоршком СајдВок кафеу и његовим двогодишњим антифолк фестивалима и догађајима са наступима. Његова музика такође поседује одређене особине перципираног антифолк стила - омаловажавајући самоoдбацујући хумор, несвакидашњи стил певања, мешавину акустичних и 'панк' песама које садрже теме свакодневних појава и осећања. Ни самом Луису не смета ознака „антифолк“: „Мислим да је то кул наслов. Чињеница да нико не зна шта то значи, укључујући и мене, чини је некако мистериозном и занимљивијом од изјаве да сте певач / текстописац или да свирате инди рок “. 
Након што је 2001. потписао уговор са британском издавачком кућом Раф Трејд (Rough Trade), Џефри Луис објавио је свој први званични албум ,,Задњи пут кад сам пробао киселину полудео сам” (The Last Time I Did Acid I Went Insane). Такође, те године (у фебруару), Луиса је посетила Кимиja Давсон док је живела у Oстину у Тексасу . Током недеље њеног боравка написали су пет песама. Ове песме су касније поново снимљене са бендом и издате од стране К Рекордс под именом „ Снопови“(The Bundles), на истоименом албуму, 2010. године. 
2003. године Раф Трејд је објавио албум „Они који су пукли пролазе кроз светлост''(It's the ones who've cracked that the light shines through) ,приписан Џефри Луису са Џеком Левисом и бубњаром Андерсом Грифеном . Његов трећи Раф Трејд албум „Градске и источне песме” објављен је у Великој Британији новембра 2005. и у САД у септембру 2006. године. Већина Луисових албума укључује и његовог брата Џека Левиса, који је написао или коауторисао и певао и свирао бас за већину песама. У октобру 2007. године, Раф Трејд је објавио 12 Крас песама (12 Crass Songs), албум Џефри Луиса, који се у потпуности састоји од песама британског панк бенда Crass, прерађених да одговарају Левисовом антифолк стилу.
Такође је наступао и сарађивао са Кимјом Давсон из Буђавих брескви, као и Дијана Клак. Неки од његових ручно цртаних стрипова појављују се на насловницама СD издања.

У јуну 2008. године Џефри Луис и његов брат Џек су били подршка Стивену Малкмусу и „Џиксима'' (Тhe Jicks'') у Европи. Међу осталим познатим уметницима са којима је Луис изводио шоу или читаве турнеје су Девендра Банхарт, Џарвис Кокер, Блек Дајс, Адам Грин, Турстон Мур, група Пад (The Fall), Кимија Давсон, Бет Ортон, Френк Блек, група Ватрене пећи (The Fiery Furnaces), Данијел Џонстон, Скаут Ниблет, група Планински јарци, др. Пас, група Буђаве брескве (The Moldy Peaches), група Кутак (Cornershop), Трахтенбуршка породица играча слајдова презентације (Trachtenburg Family Slideshow Players), група Дрвени штапић, grupa Jаслице (Cribs), Данијелсон, Херман Дјун, Los Campesinos, Роки Ериксон и група Супер крзнене животиње (Super Furry Animals) .
Њујорк Тајмс објавио је његове текстове и графичке радове. 
Интернет Оп-Ед листа „Мера за мером“ Њујорк Тајмса ангажовала је Џефри Левиса да напише низ кратких есеја на тему писања песама, од којих је неке цртао у облику стрипа. Сви су се појавили на веб страници Њујорк Тајмса у интервалима од 2008. до 2013.  
Луис је створио низ илустрованих историјских песама, које се обично певају док се прелиставају пратеће књиге цртежа у боји, укључујући десет таквих дела које Хистори канал користи на својој веб страници. 
У новембру 2011. Њујорк Тајмс објавио је чланак о Џефри Луису у одељку „Уметност”, 23. новембра, који је написао Бен Сисарио . 
Луис је објавио стрип у лондонским новинама Чувар (Тhe Guardian). Назван је „What would pussy riot do?“ а штампан је поводом новог издања сингла са истим насловом. 
У интервјуу за Мјузик Мејкерима са „Аdafruit”, јануара 2018. године, Луис је објавио да ради на бројним новим пројектима, укључујући „Писање новог броја моје серије стрипова, савладавање албума који сам снимио обраде песама Тули Куферберг, мешање албума који сам снимио у сарадњи са Питером Стампфелом и радећи на писању и снимању нових песама са својим бендом за свој следећи албум. Ремастерирање и препаковање мог старог албума из 2005,,Градске и источне песме“ за луксузно издање винила. 

## Уметничка дела и писање
Џефри има своју серију стрипова под називом Фуф (раније назван Гуф).
У марту 2009. дизајнирао је насловницу шестог броја часописа Брадати .
Стрипови
- Reflections on Tomorrow thus a yesterday Flower Shall Doom (1998)
- The Worldwide Comix Scavenger Hunt vol 1 (1998–2003)
- Reflections #2 (1998–2003)
- Trip to Key West (1999)
- 1999 European Travel Diary (1999)
- Jeff's Austin Diary (2001)
- Come to My Show (2004) (reissued as "Fuff # 0" in 2011)
- Guff # 1 (2004) (reissued as "Fuff # 1" in 2005)
- Guff # 2 (2005) (reissued as "Fuff # 2" in 2008)
- Guff # 3 (2005) (reissued as "Fuff # 3 in 2008)
- Fuff # 4 (2006)
- Fuff # 5 (2006)
- Fuff # 6 (2007)
- Fuff # 7 (2008)
- Fuff # 8 (2010)
- Fuff # 9 (2014)
- Fuff # 10 (2014)
- Fuff # 11 (2016)
- Fuff # 12 (2020)
- The Art of Touring (2007) (A compilation book featuring a comic story that also appears in Fuff # 6)
- Comic book press kit for Mountain Goats' album Heretic Pride (2008)
- The chapter "Tuli Kupferberg" in The Beats: A Graphic History  (2009) (co-author)[16]

## Дискографија

### Албуми и ЕП (Extended play)
- When Madman Was Good - Version One (1997)
- When Madman Was Good - Version Two (1998)
- Indie-Rock Fortune Cookie (1998)
- Journey to the Center of the Earth (1999)
- The Only Time I Feel Right Is When I'm Drawing Comic Books (2000)
- I Am, Of Course, Glad (2000)
- Kimya Dawson And Jeff Lewis (2001)
- Songs From Austin (2001)
- Diane Cluck And Jeffrey Lewis (2001)
- The Last Time I Did Acid I Went Insane (Rough Trade, 2001)
- Guitar Situations: Musical Conduct (2002)
- AntiFolk Collaborations Volume 1 (2002)
- It's the Ones Who've Cracked That the Light Shines Through (Rough Trade, 2003)
- Jeffrey Lewis "Four Seasons" Box Set (Hallso, 2004)
- City and Eastern Songs (Jeffrey & Jack Lewis) (Rough Trade, 2005)
- Gas Money EP (2005) (split with Schwervon!)
- Tapes From The Crypt (2006)
- 12 Crass Songs (Rough Trade, 2007)
- City and Eastern Tapes (2008)
- 'Em Are I (Jeffrey Lewis & the Junkyard) (Rough Trade, 2009)
- The Bundles (K Records, 2010)
- Come On Board (Peter Stampfel & Jeffrey Lewis) (2011)
- A Turn in the Dream-Songs (Rough Trade, 2011)[17]
- Hey Hey it's... The Jeffrey Lewis & Peter Stampfel Band (2013) (with Peter Stampfel)
- Jeffrey Lewis & The Jrams (2014)
- Manhattan (Rough Trade, 2015)
- ...Did Not Choose the Tracks... (PIAPTK, 2016)
- A Loot-Beg Bootleg (Jeffrey Lewis & The Jrams) (2016)
- Works By Tuli Kupferberg (1923–2010) (Jeffrey Lewis & The Deposit Returners) (Don Giovanni Records, April 2018)[18]
- 13 Fall Songs (Jeffrey Lewis & Los Bolts) (2018)
- Bad Wiring (Jeffrey Lewis & The Voltage) (2019)
- 2019 Tapes: Cowardly & Brave & Stupid & Smart & Happy-Ever-After & Doomed (Jeffrey Lewis) (2020)
- 2020 Tapes: Shelter-at-Homerecordings & Pandemos (Jeffrey Lewis) (2020)

### Синглови
- "The Chelsea Hotel Oral Sex Song" (2001)
- "Back When I Was Four" (2002)
- "Graveyard/Spirit of Love" (2002)
- "No LSD Tonight/Don't Let The Record Label Take You Out To Lunch" (2003)
- "Williamsburg Will Oldham Horror" (2005)
- "Had It All" (2005)
- "To Be Objectified" (2009)
- "Roll Bus, Roll" (2010)
- "Cult Boyfriend" (2011)
- "WWPRD/Sunbeams/The Fall of the Soviet Union" (2013)
- "LPs" (2019) Spotify[19]
- "In Certain Orders" (2019) Spotify[20]
- "Except for the Fact That It Isn't" (2019) Spotify[21]
- "Exactly What Nobody Wanted" (2019) Spotify[22]
- "Keep it Chill! (in the East Vill)" (2020) Spotify[23] YouTube [24]

### Компилације појава
- Antifolk Vol. 1 (2002) – "You Don't Have To Be A Scientist To Do Experiments on Your Own Heart"
- Call It What You Want This Is Antifolk (2002) – "So Long (I'm Gonna Go Draw All Alone In My Shack)"
- Stop Me If You Think You've Heard This One Before (2003) – "Part-Time Punks"
- The Art Star Sounds Compilation (2005) – "Williamsburg Will Oldham Horror"
- Still Unravished- A Tribute to June Brides (2006) – "Waiting For A Change"
- Anticomp Folkilation (2007) – "The River" (with Diane Cluck)
- Tallahassee Turns Ten: a Mountain Goats Cover Album (2012) [25]
- Audio Antihero Presents: "Some.Alternate.Universe" for FSID (2012) – "Dog Eat Dog"[26]
- Weary Engine Blues: Crossroads (2013) – "Farewell Transmission"
- Audio Antihero Presents: "Regal vs Steamboat" for Rape Crisis (2013) – "Infinite Monkeys"[27]
- Audio Antihero Presents: "Unpresidented Jams" for SPLC & NILC (2017) – "Dictator Seeks Reichstag Fire"[28]
- Punk Against Trump Vol. 2  (2020) – "2nd Amendment Song"[29]
- Coalition  (2020) – "Oh My Little Life On Earth"[30]